# Verhandeling over de Opstanding
De  Verhandeling over de Opstanding, ook wel de  Brief aan Rheginus, is een kort  gnostisch geschrift, dat in een Koptische vertaling onderdeel was van de vondst van de Nag Hammadigeschriften in 1945. Er moet een oorspronkelijk Griekse tekst zijn geweest, maar daar is nooit iets van gevonden. De tekst is ontstaan binnen de gnostische beweging die aangeduid wordt als het valentinianisme waarvan Valentinus (overleden na 155) de grondlegger was. 
In de eerste decennia na de vondst schreven een aantal auteurs op het vakgebied, onder wie Gilles Quispel, de tekst toe aan Valentinus. Die opvatting wordt in de eenentwintigste eeuw verworpen. De oorspronkelijke Griekse tekst moet in de tweede helft van de tweede eeuw geschreven zijn. 

## Essentie van de inhoud
De tekst is geschreven in de literaire vorm van een brief van een leraar aan een verder onbekende Rheginus. Later wordt in de tekst duidelijk, dat de auteur van de brief zich richt tot een christelijke gemeente meer in het algemeen. Deze literaire vorm werd wel meer gehanteerd in de literatuur van het valentinianisme. De Brief aan Flora is een voorbeeld daarvan. 
In de tweede eeuw was de opstanding, het verrijzen van een persoon uit de dood, een belangrijk thema in debatten.  De belangrijkste vraag was of de opstanding letterlijk als een  opstanding van het vlees moest worden opgevat of meer geestelijk moest worden geduid. 
Gnostici hadden meestal een negatieve waardering van het lichaam, want dat was een onderdeel van de schepping van de boze of dwaze demiurg. Zij verwierpen dan ook meestal de lichamelijke opstanding van Jezus. Een opstanding in geestelijk opzicht werd echter door de meeste gnostici mogelijk geacht. 
De auteur schrijft dan ook  Wij zijn tot het geloof gekomen, dat hij (Christus) is opgestaan uit de doden, wij zeggen van hem “ Hij is de vernietiger van de dood geworden “. De auteur verbindt dit met de opstanding van de verloste gelovige.  ...hij heeft ons de weg gewezen naar onze onsterfelijkheid geopend. Daarom hebben wij, zoals de Apostel gezegd heeft, met hem geleden en zijn wij met hem opgestaan en  naar de hemel gegaan. Dit is een passage die duidelijk verwijst naar onder meer de Brief van Paulus aan de Efeziërs waarin staat  Hij heeft ons, die dood waren door onze zonden, samen met Christus levend gemaakt. 
De auteur legt sterk de nadruk op het element van verlossing. De opstanding kan al tijdens het leven bereikt worden. Dat geldt wel alleen voor diegenen die zich hebben afgewend van een materialistisch bestaan en onthecht zijn van aardse zekerheden.  Als je de opstanding al hebt bereikt, maar toch voortleeft alsof je nog moet sterven....waarom zou ik dan je gebrek aan geestelijke oefening door de vingers moeten zien... Het is passend voor een ieder zijn geest op vele wijzen te oefenen .
Er is geen beschrijving van die oefeningen in de tekst. De auteur kan bijvoorbeeld het beoefenen van ascese, meditatie, contemplatie of  discursieve vaardigheden (van stap tot stap tot een conclusie komen)  bedoeld hebben.   De gehele tekst toont ook aan, dat het valentinianisme zich niet alleen bezig hield met het formuleren van theologische overtuigingen, maar ook met instructies over een gewenste levenshouding. 